# 雅江薹草
雅江薹草（学名：Carex yajiangensis）是莎草科薹草属的植物。分布于中国大陆的四川等地，属中国原产的植物（非从国外引种）。